# 萨马利亚峡谷

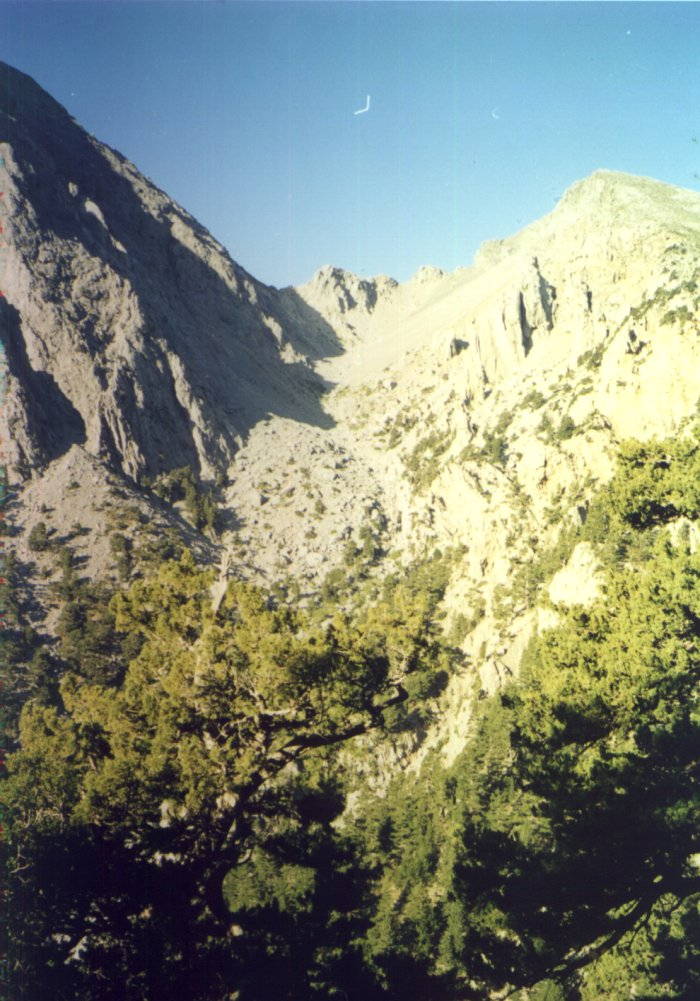
Samaria Gorge

萨马利亚峡谷(希腊语: Φαράγγι Σαμαριάς ，Φάραγγας)，希腊克里特岛上的一个国家公园，为克里特岛上的主要景点。
萨马利亚峡谷是由白山山脉(Lefki Ori)与佛利卡斯山(Mt Volika)之间的河流冲刷形成的。萨马利亚村位于峡谷内。萨马里亚村及峡谷皆得名于村内的古代教堂—Óssia María ("Saint Mary")。